# Roman Mądrochowski
Roman Mądrochowski (ur. 6 marca 1959 w Poznaniu, zm. 17 stycznia 2018) – polski piłkarz grający na pozycji obrońcy.

## Życiorys
Był wychowankiem Lecha Poznań, w którego barwach występował w latach 1979–1981, rozgrywając w tym czasie w najwyższej klasie rozgrywkowej, 29 spotkań. Następnie do 1983 był zawodnikiem Gryfa Słupsk i w tym też roku przeszedł do Zagłębia Lubin, z którym w 1985 wywalczył awans do najwyższej klasy rozgrywkowej, w której występował do 1988, rozgrywając w tym czasie 63 spotkania pierwszoligowe. Karierę zawodniczą zakończył w barwach Górnika Polkowice.